# Bartolomeu de Trento
Bartolomeu de Trento (cerca de 1200 - 1251) foi um hagiógrafo dominicano e diplomata papal. Seu Epilogum in gesta sanctorum (Posfácio sobre os feitos dos santos), que estabeleceu um novo estilo de hagiografia projetado para uso prático por pregadores, especificamente para inspirar uma audiência leiga com maravilhas e admoestações morais, foi uma das duas principais fontes para o compêndio de Tiago de Voragine, Legenda Áurea.
Um nativo de Trento, ele entrou para a Ordem Dominicana em Bolonha. Bartolomeu viajou muito pela Itália, França e Alemanha; politicamente astuto, estava frequentemente presente nas cortes papais e imperiais. Ele serviu como enviado do Papa Inocêncio IV nas negociações com Frederico II. Conheceu António de Pádua e esteve presente na tradução do corpo de São Domingos em 1233, de cujos pormenores é uma testemunha primordial. Em 1241, ele foi testemunha dos ataques mongóis na Saxônia, sobre os quais escreveu em uma carta ao bispo Egino de Brixen.
O Epilogum in gesta sanctorum foi concluído no Mosteiro de San Lorenzo, em Trento, em 1245. A edição moderna é a de Emore Paoli (Sismel, Edizioni del Galluzzo, 2001), substituindo a de D. Gobbi (1990), transcrevendo um manuscrito de Klosterneuburg.
Em um ponto, "na primeira metade do século XIII, Bartolomeu de Trento relatou uma série de aparições do arcanjo Miguel" que embelezaram a história da famosa letania septiformis do Papa Gregório, criada para reprimir a praga de 590 causada pelo transbordamento do rio Tigre, em Roma. O relato final foi publicado em 1270, quando "Jacobus de Voragine reuniu todas as peças em sua popular legenda áurea". O texto conclui: "Então Gregório viu um anjo do senhor em pé no topo do castelo de Crescentius, limpando uma espada ensanguentada e embainhando-a. Gregório entendeu que a praga havia cessado, como de fato aconteceu. Em seguida, o castelo foi chamado de Castelo do Anjo." A estátua de um anjo no topo do Castelo Sant'Angelo de Roma com vista para a cidade permanece até hoje.